# Tommaso di Sutton
Tommaso di Sutton (1230 circa – 1315 circa) è stato un teologo britannico. Diacono dal 1274 e domenicano dal 1276 ca., fu cancelliere a Oxford dal 1290 al 1291; teologicamente sostenne il tomismo e contrastò Egidio Romano e Enrico di Gand.

## Biografia
Tommaso di Sutton iniziò la sua attività polemizzando contro Enrico di Gand; in un secondo tempo invece si preoccupò soprattutto di combattere lo scotismo, scrivendo una confutazione dell'Opus Oxoniense e dello Scoto stesso. Fu uno dei migliori scolastici tomisti, ma pur rimanendo un fermo apologeta della filosofia dell'Aquinate, mantenne una certa indipendenza di fronte a essa. Nel secondo momento della sua attività filosofica sostenne la distinzione reale di essenza e esistenza, e la concezione, di lui caratteristica, che intelletto e volontà siano del tutto passivi. La sua opera principale è data, accanto alle Quaestiones disputatae, che appartengono all'attività antiscotista, dalle quattro serie dei Quodlibeta, metà contro Enrico di Gand, metà contro lo scotismo. Il De Pluralitate Formarum (antiscotista, ed. completa solo nel 1886), fu edito nelle collezioni delle opere di San Tommaso; fu invece edito a parte, nel 1485 (Vicenza 1485, Venezia 1525) il Liber propugnatorius super primum sententiarum contra Johannem Scotum. Tommaso di Sutton portò a termine i commenti di San Tommaso al Περὶ ἑρμηνείας e al De generatione et corruptione di Aristotele.